# Czużyca
Czużyca (Curculigo Gaertn.) – rodzaj roślin należący do rodziny przyklękowatych (Hypoxidaceae), obejmujący około 20 gatunków występujących w strefie klimatu tropikalnego i subtropikalnego na wszystkich kontynentach. W owocach występującej w Malezji i Wietnamie Curculigo latifolia wykryto białko kurkulinę 900 razy słodszą od sacharozy. Ten sam gatunek dostarcza bardzo trwałych włókien. 

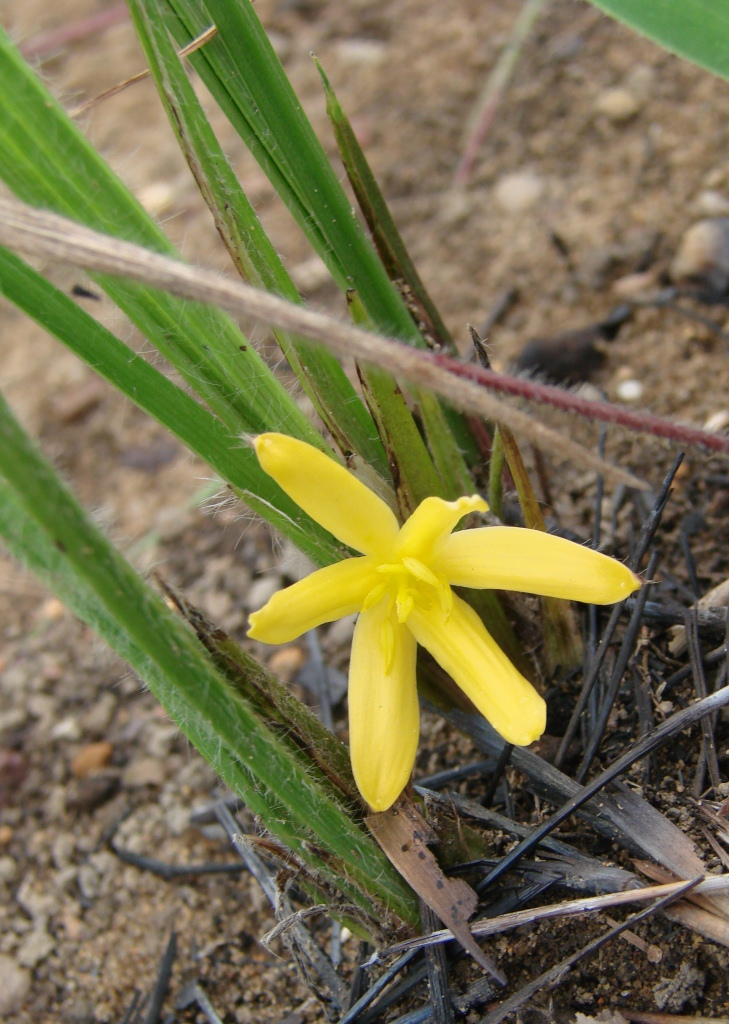
Curculigo scorzonerifolia

## Morfologia
PokrójWieloletnie geofity ryzomowe, często z kłączem bulwiastym.
LiścieOdziomkowe, w liczbie kilku, siedzące lub ogonkowe. Blaszka liściowa zazwyczaj lancetowata, często fałdowana.
KwiatyZebrane w kwiatostanach groniastych lub kłosowych wyrastających na głąbikach z kątów liści. Kwiaty obupłciowe lub jednopłciowe. Okwiat składa się z równych rozmiarami, okazałych listków, zwykle żółtej barwy. czasem u nasady zrastają się w krótką rurkę. Pręciki o bardzo krótkich nitkach zrośnięte są u nasady z listkami okwiatu. Zalążnia zwykle jest owłosiona, zawiera 2 lub więcej zalążków. Słupek kolumnowo wzniesiony, zakończony 3-dzielnym znamieniem.
OwoceJagoda, czasem zaostrzona na końcu jeśli rurka okwiatu zachowuje się na owocu. Nasiona są drobne.

## Systematyka
Pozycja systematyczna według Angiosperm Phylogeny Website (aktualizowany system APG IV z 2016)Klad okrytonasienne, klad jednoliścienne (monocots), rząd szparagowce (Asparagales), rodzina przyklękowate (Hypoxidaceae).
Gatunki
- Curculigo annamitica Gagnep.
- Curculigo breviscapa S.C.Chen
- Curculigo conoc Gagnep.
- Curculigo disticha Gagnep.
- Curculigo ensifolia R.Br.
- Curculigo erecta Lauterb.
- Curculigo maharashtrensis M.R.Almeida & S.Yadav
- Curculigo orchioides Gaertn.
- Curculigo pilosa (Schumach. & Thonn.) Engl.
- Curculigo racemosa Ridl.
- Curculigo savantwadiensis M.R.Almeida & S.Yadav
- Curculigo scorzonerifolia (Lam.) Baker
- Curculigo seychellensis Bojer ex Baker
- Curculigo sinensis S.C.Chen
- Curculigo tonkinensis Gagnep.